# Organo della chiesa di San Salvador a Venezia

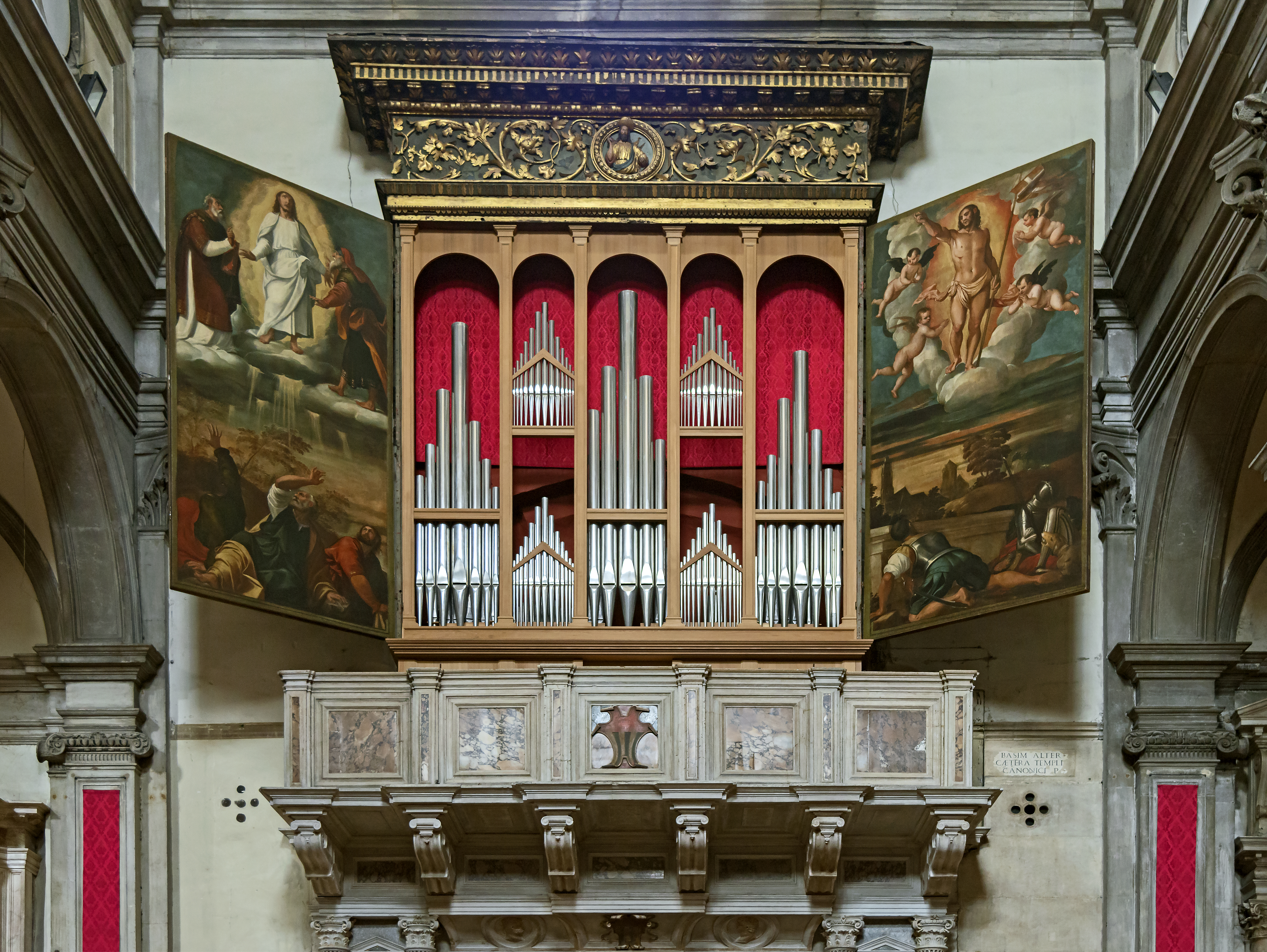
L'organo della chiesa di San Salvador a Venezia.

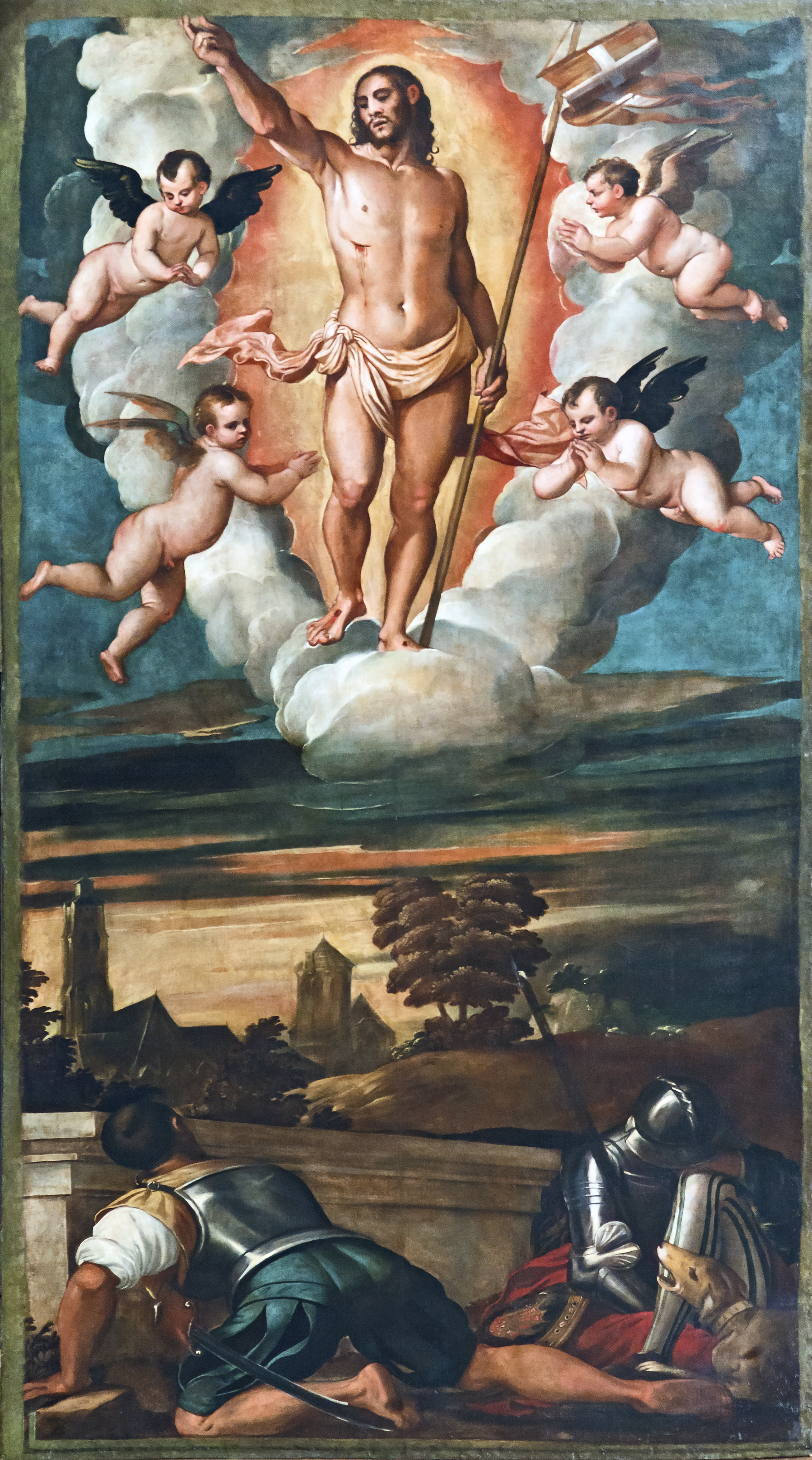
La risurrezione di Gesù Francesco Vecellio

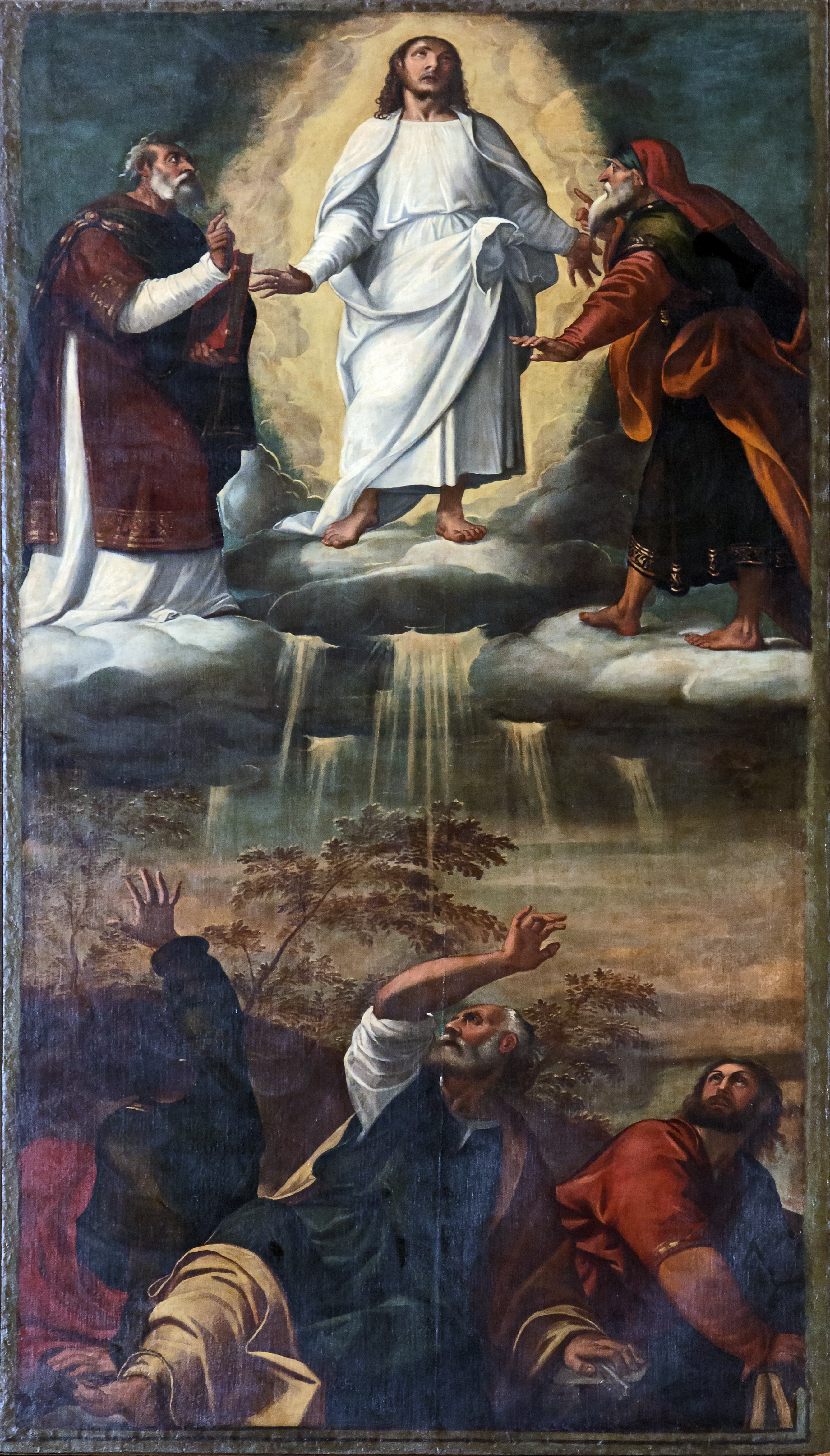
La trasfigurazione Francesco Vecellio

Con organo della chiesa di San Salvador ci si riferisce a un organo a canne monumentale presente nell'omonima chiesa a Venezia.

## Storia
All'inizio del 2004 Jean-Luc Jaquenod, un organista francese appassionato di musica rinascimentale, si mise in contatto con la parrocchia di San Salvador e propose la costruzione, totalmente a sue spese, di un organo in stile rinascimentale, da commissionare all'organaro Jürgen Ahrend e da collocare al posto dello strumento ormai non più funzionante, a patto che la parrocchia lo nominasse organista titolare e gli trovasse un luogo dove risiedere stabilmente e gratuitamente a Venezia.
Valutata la richiesta, considerate le condizioni dell'organo esistente (che non era più funzionante e che si trovava in precarie condizioni di stabilità strutturale) e constatato che non ci sarebbero stati fondi sufficienti per un suo eventuale restauro, la parrocchia accettò la proposta. Il vecchio strumento venne smontato e rimosso a opera dell'organaro Francesco Zanin, e, per Jaquenod, venne trovato alloggio presso un appartamento all'interno della casa canonica.
Il 12 luglio 2005 Jürgen Ahrend, accompagnato da suo figlio Hendrik, da Francesco Zanin e da altri esperti, effettuò un primo sopralluogo sulla cantoria, ormai libera dal materiale fonico del vecchio organo. Il progetto definitivo comprendeva, oltre alla costruzione del nuovo strumento in stile rinascimentale, anche la ricollocazione dell'organo settecentesco in una nuova cassa posizionata su una cantoria in controfacciata.
Del prospetto della cassa si mantenne in loco solo la trabeazione superiore, risalente al XVI secolo; si ricostruirono invece, seppur in forma stilizzata, le cinque campate sottostanti, prendendo come modello le facciate d'organo veneziane del primo Rinascimento, di cui quella dell'organo del duomo di Valvasone è una delle pochissime superstiti. Jürgen ed Hendrik Ahrend terminarono i lavori all'inizio del 2010 e l'organo venne inaugurato con un concerto di Gustav Leonhardt. Si tratta dell'unico strumento con caratteristiche rinascimentali presente a Venezia ed è regolarmente utilizzato per accompagnare le celebrazioni liturgiche, per la registrazione di musiche rinascimentali e per rassegne internazionali di concerti.

## Caratteristiche tecniche
Il prospetto è composto da canne in stagno disposte simmetricamente, all'interno di cinque campi, secondo lo schema 7-13-5-13-7. La metà superiore del secondo e del quarto campo è costituita da organetti morti. La consolle dispone di un manuale dotato di 60 note (Fa−1-Do5), privo di Fa♯−1 e Sol♯−1, con tasti spezzati per le note Sol♯1/La♭1, Re♯2/Mi♭2, Sol♯2/La♭2, Re♯3/Mi♭3, Sol♯3/La♭3 e Re♯4/Mi♭4 e pedaliera a leggio da 20 note (Fa−1-Re2), costantemente unita al manuale. I registri sono azionabili mediante manette a incastro a scorrimento verticale, poste alla destra del manuale.
Il ripieno, come consuetudine negli organi del periodo, è a file separate e il somiere è a vento. L'aria è fornita da due mantici a cuneo, azionabili a mano o elettricamente, e la pressione del vento è di 49 mm in colonna d'acqua. Il temperamento è il mesotonico e il corista del La corrisponde a 493 Hz a 18°. La disposizione fonica è la seguente:
| Manuale         |     |
| Tenori          | 10' |
| Ottava          |     |
| Quintadecima    |     |
| Decimanona      |     |
| Vigesimaseconda |     |
| Vigesimasesta   |     |
| Vigesimanona    |     |
| Flauto in VIII  |     |

| Pedaliera        |
| Unita al manuale |

| Accessori                    |
| Fiffaro (tremolo nel canale) |